# Grammomys dryas
Grammomys dryas — вид гризунів родини мишевих (Muridae). Зустрічається в Бурунді, Демократичній Республіці Конго та Уганді. Його природне місце проживання — субтропічні або тропічні вологі гірські ліси.

## Морфологічні особливості
Вид є представником свого роду середнього розміру з довжиною голови та тулуба від 100 до 130 мм, довжиною хвоста від 142 до 177 мм і вагою від 30 до 59 грамів. Має задні лапи довжиною 22–28 мм і вуха довжиною 15–21 мм. Рожево-буре хутро з верхнього боку відокремлюється від білого хутра знизу вузькою світло-коричневою смугою. Зверху голова більш сіро-бура, а круп чітко охристий. Довші волоски утворюють китицю на кінчику темно-коричневого хвоста. Інші характеристики включають дуже малі моляри.

## Спосіб життя
Вид зазвичай шукає їжу на деревах і кущах вночі. У шлунково-кишковому тракті знайдено залишки зелених частин рослин і горіхи. Вид будує гнізда з трав і різнотрав'я в кущах. У різні пори року може народитися до трьох приплодів.